# Phantasmagoria 2
Phantasmagoria 2: Labor des Grauens (Originaltitel: Phantasmagoria: A Puzzle of Flesh) ist ein Horroradventure von Sierra Entertainment aus dem Jahr 1996. Es ist die Fortsetzung von Phantasmagoria und wurde unter der Leitung von Lorelei Shannon entwickelt.

## Handlung
Die Handlung von Phantasmagoria 2 ist losgelöst vom Vorgänger. Hauptfigur ist der ruhige Curtis Craig. Er ist gerade dabei, sein Leben neu aufzubauen – und momentan scheint dies auch wunderbar zu gelingen. Denn er hat so ziemlich alles was man sich wünscht: Einen guten Job, eine liebende Freundin, eine schöne Wohnung und einen netten Freundeskreis. Vor einem Jahr wurde er aus der Anstalt für Geistesgestörte entlassen. Doch gerade jetzt passieren wieder unheimliche Dinge. Er hat unheimliche Visionen, bekommt Anrufe von seiner toten Mutter, die sich erhängt hat, und E-Mails von seinem längst verstorbenen Vater. Dann geschehen die ersten Morde und alle Indizien weisen auf Curtis hin. Noch dazu hängt ihm die Polizistin Detective Allie Powell dicht an den Fersen. Inzwischen wird er wieder von wahnsinnigen Illusionen geplagt. In tiefer Verzweiflung macht er sich auf die Suche nach Hinweisen. Im Keller seines Arbeitgebers Wyntech stößt er auf etwas wahnsinnig Bizarres, das sich kaum ein Mensch vorstellen kann.

## Spielprinzip
Labor des Grauens ist wie sein Vorgänger ein Point-and-Click-Adventure. Während die FMV-Sequenzen die Handlung erzählen, kann der Spieler in Spielabschnitt mit seiner digitalisierten Spielfigur vor gerenderten Hintergründen Gegenstände suchen, ins Inventar aufnehmen und mit anderen Gegenständen und Objekten kombinieren, um die richtigen Lösungen zu finden. Videos können erneut abgespielt werden, um Lösungshinweise zu entdecken.

## Entwicklung
Für die Fortsetzung zeichnete Lorelei Shannon für die Handlung verantwortlich, verließ das Unternehmen jedoch noch vor dem Abschluss der Entwicklungsarbeiten. Auch dieser Teil wurde von Schauspielern gedreht, diesmal allerdings in einem richtigen Studio. Zum Cast gehörten unter anderem Paul Morgan Stettler, Monique Parent, Ragna Sigrun, Warren Burton, Regina Byrd Smith, Paul Mitri, Burt Bulos, Cynthia Steele und andere. Labor des Grauens erschien bereits im Herbst 1996, knapp ein Jahr nach Phantasmagoria, auf 5 CDs. 
Die deutsche und amerikanische Version des Spiels erschienen ungeschnitten. Die US-Version erhielt das ESRB-Rating „Mature“ (ab 17 Jahren, wegen starkem sexuellen Inhalt, realistischer Gewalt und Brutalität), die USK-Kennzeichnungen lautete auf „Nicht freigegeben unter 18 Jahren“. Dennoch wurden beide Versionen nach damals gültigen Recht von der Bundesprüfstelle für jugendgefährdende Schriften aufgrund ihrer Inhalte indiziert. Die britische Version blieb davon verschont, da hier einige Videoszenen herausgeschnitten wurden. Durch die Reorganisation der USK am 1. April 2003 wurden die Bedingungen für die Altersfreigabe geändert. Spiele, die zuvor bereits „ab 18 Jahren“ freigegeben wurden, mussten erneut der Prüfung unterzogen werden. Somit ist die Freigabe vor dem 1. April 2003 hinfällig. Im Februar 2023 wurde die Indizierung, nach Ablauf der 25-Jahres-Frist, aufgehoben.

## Rezeption
Das Spiel wurde weniger gut bewertet als sein Vorgänger.

„Phantasmagoria 2 oder "Wie einige Heftklammern einem schreienden Opfer die Sprache verschlagen": eine ordentliche Story, fähige Darsteller, im Durchschnitt logische (aber nicht zwangsläufig einfallsreiche) Puzzles, stark verbesserte Grafik, ein paar gute Gags und nicht zuletzt eine Prise Erotik sind die Eckpfeiler eines Psycho-Thrillers, der - des Nachts gespielt - seine beabsichtigte Wirkung nicht verfehlt. Bei Tageslicht betrachtet offenbaren sich die traditionellen Schwächen von Sierras Interactive Movie-Sortiment bezüglich Rätseldichte und -qualität.“

„Mittlerweile hat Sierra die Technik des FMV-Adventures zwar perfektioniert, auch Kameraeinstellungen und schauspielerische Leistungen sind enorm gereift, doch der Handlungsrahmen zerfällt bei genauerer Prüfung in ein billiges Aneinanderreihen abgenutzter Klischees. Es fällt schwer, dem Drehbuch klare Linien und logische Folgerungen zuzugestehen. Abstruse Visionen und austauschbare Plot-Versatzstücke lassen echte Puzzles nur sehr sporadisch zu, die dann von trivial bis fast unschaffbar schwierig schwanken. Wer Elemente wie Horror, Sado-Maso-Spiele und Aliens unter einen Hut bringen will, muß eben Abstriche bei der Nachvollziehbarkeit machen. Wem das alles egal ist und wer nur auf die höchste Anhäufung von Splatter-, Sex- und Ekelszenen in einem Adventure aus ist, wird bestens bedient.“

Im Bulletin Board der Sierra-Homepage gab Sierra-Chef Ken Williams bereits zum Zeitpunkt der Veröffentlichung bekannt, dass man die weitere Veröffentlichung von FMV-Adventures überdenke. Als Grund wurden die hohen Produktionskosten genannt. Stattdessen experimentiere man bei Sierra mit texturierten 3D-Polygonmodellen.